# 池州人民广播电台
池州人民广播电台，是中国安徽省池州市的广播电台，于1984年10月1日开播，共有2套广播频率。其台址位于贵池区秋浦东路77号，即今池州市房管局所在地。

## 历史
1984年10月1日，贵池人民广播电台成立，每天播出三次共355分钟，其中转播上级节目105分钟，余下为自办节目。1988年，信号覆盖贵池、枞阳南部。1991年，改为每天播出8小时。1993年1月12日，成立池州中波转播台发射中波广播信号。2000年1月2日，更名为池州人民广播电台，广播信号覆盖池州、铜陵以及枞阳，共200万人口，电台播出时间改为为上午6点至下午10点30分。2010年6月13日，池州电视台与池州人民广播电台合并组建池州市广播电视台。